# Silnice 854 (Izrael)
Silnice 854 (hebrejsky כביש 854‎, Kviš 854), známá jako silnice Ma'alot–Karmi'el (hebrejsky כביש מעלות-כרמיאל‎) je regionální silnice na severu Izraele, která nejkratší cestou spojuje Ma'alot a okolní sídla s Karmi'elem. Silnice začíná na křižovatce Karmi'el, vstupuje do průmyslové místní rady Tefen a končí na křižovatce Tefen ve městě Ma'alot-Taršicha. Délka silnice je 21 km.

## Trasa silnice
| Kilometr                       | Název                | Lokalita         | Křížení              |
| ------------------------------ | -------------------- | ---------------- | -------------------- |
| Silnice 854 (od jihu k severu) |                      |                  |                      |
| 0                              | křižovatka Karmi'el  | Karmi'el         | silnice 85           |
| 7,2                            | křižovatka bez názvu | Lavon            | vjezd do Lavonu      |
| 9                              | křižovatka bez názvu | poblíž Jirky     |                      |
| 11,2                           | křižovatka bez názvu | poblíž Lapidot   | vjezd do Lapidotu    |
| 14,8                           | křižovatka bez názvu | Kisra-Sumej      | vjezd do Kisra-Sumej |
| 17,2                           | křižovatka bez názvu | Tefen            | vjezd do Tefenu      |
| 19,6                           | křižovatka bez názvu | Kfar Vradim      | vjezd do Kfar Vradim |
| 21,4                           | křižovatka Tefen     | Ma'alot-Taršicha | silnice 89           |